# David di Donatello a la millor actriu no protagonista
El premi David di Donatello a ls millor actriu no protagonista (en italià: David di Donatello per la migliore attrice non protagonista) és un premi de cinema que anualment atorga l'Acadèmia del Cinema Italià (ACI, Accademia del Cinema Italiano) per reconèixer la destacada interpretació en un paper de repartiment d'un actor femení en una pel·lícula italiana estrenada l'any anterior a la cerimònia. El premi es va donar per primera vegada el 1981, quan es va convertir en competitiu.
| Maddalena Crippa i Ida Di Benedetto les primeres guanyadores del premi. |  | Maddalena Crippa i Ida Di Benedetto les primeres guanyadores del premi. |
| Maddalena Crippa i Ida Di Benedetto les primeres guanyadores del premi. |  |                                                                         |

## Guanyadors
Els guanyadors del premi han estat:

### Anys 1981-1989
- 1981
  - Maddalena Crippa - Tre fratelli[3]
  - Ida Di Benedetto - Camera d'albergo[4]
  - Laura Antonelli - Passione d'amore
- 1982
  - Alida Valli - La caduta degli angeli ribelli
  - Piera Degli Esposti - Sogni d'oro
  - Valeria D'Obici - Piso pisello
- 1983
  - Virna Lisi - Sapore di mare
  - Lina Polito - Scusate il ritardo
  - Milena Vukotic - Amici miei atto II
- 1984
  - Elena Fabrizi - Acqua e sapone
  - Stefania Casini - Lontano da dove
  - Rossana Di Lorenzo - Ballando ballando
  - Anna Longhi - Il tassinaro
- 1985
  - Marina Confalone - Così parlò Bellavista
  - Valeria D'Obici - Uno scandalo perbene
  - Ida Di Benedetto - Pizza connection
- 1986
  - Athina Cenci - Speriamo che sia femmina
  - Stefania Sandrelli - Speriamo che sia femmina
  - Isa Danieli - Un complicato intrigo di donne, vicoli e delitti
- 1987
  - Lina Sastri - L'inchiesta
  - Valentina Cortese - Via Montenapoleone
  - Stefania Sandrelli - La sposa era bellissima
- 1988
  - Elena Sofia Ricci - Io e mia sorella
  - Vivian Wu – L'últim emperador
  - Silvana Mangano - Ulls negres
  - Marthe Keller - Ulls negres
- 1989
  - Athina Cenci - Compagni di scuola
  - Pupella Maggio - Nuovo Cinema Paradiso
  - Pamela Villoresi - Splendor

### Anys 1990-1999
- 1990
  - Nancy Brilli - Piccoli equivoci
  - Stefania Sandrelli - Il male oscuro
  - Pamela Villoresi - Evelina e i suoi figli
  - Mariella Valentini - Palombella rossa
  - Amanda Sandrelli - Amori in corso
- 1991
  - Zoe Incrocci - Verso sera
  - Vana Barba - Mediterraneo
  - Milena Vukotic - Fantozzi alla riscossa
  - Mariella Valentini - Volere volare
  - Anne Roussel - Il portaborse
  - Alida Valli - La bocca
- 1992
  - Elisabetta Pozzi - Maledetto il giorno che t'ho incontrato
  - Angela Finocchiaro - Il muro di gomma
  - Cinzia Leone - Donne con le gonne
- 1993
  - Marina Confalone - Arriva la bufera
  - Alessia Fugardi - Il grande cocomero
  - Monica Scattini - Un'altra vita
- 1994
  - Monica Scattini - Maniaci sentimentali
  - Regina Bianchi - Il giudice ragazzino
  - Stefania Sandrelli - Per amore, solo per amore
- 1995
  - Angela Luce - L'amore molesto
  - Virna Lisi - La reina Margot
  - Ottavia Piccolo - Bidoni
- 1996
  - Marina Confalone - La seconda volta
  - Stefania Sandrelli - Ninfa plebea
  - Lina Sastri - Vite strozzate
- 1997
  - Barbara Enrichi - Il ciclone
  - Edy Angelillo - La bruttina stagionata
  - Andréa Ferréol - Sono pazzo di Iris Blond
  - Eva Grieco - Marianna Ucrìa
  - Lorenza Indovina - La tregua
- 1998
  - Nicoletta Braschi - Ovosodo
  - Athina Cenci - I miei più cari amici
  - Marina Confalone - La parola amore esiste
- 1999
  - Cecilia Dazzi - Matrimoni
  - Paola Tiziana Cruciani - Baci e abbracci
  - Lunetta Savino - Matrimoni

### Anys 2000-2009
- 2000
  - Marina Massironi - Pane e tulipani
  - Rosalinda Celentano - Il dolce rumore della vita
  - Anna Galiena - Come te nessuno mai
- 2001
  - Stefania Sandrelli - L'ultimo bacio
  - Athina Cenci - Rosa e Cornelia
  - Jasmine Trinca - La stanza del figlio
- 2002
  - Stefania Sandrelli - Figli/Hijos
  - Rosalinda Celentano - L'amore probabilmente
  - Iaia Forte - Paz!
- 2003
  - Piera Degli Esposti - L'ora di religione
  - Monica Bellucci - Ricordati di me
  - Francesca Neri - La felicità non costa niente
  - Nicoletta Romanoff - Ricordati di me
  - Serra Yılmaz - La finestra di fronte
- 2004
  - Margherita Buy - Caterina va in città
  - Anna Maria Barbera - Il paradiso all'improvviso
  - Claudia Gerini - Non ti muovere
  - Jasmine Trinca - La meglio gioventù
  - Giselda Volodi - Agata e la tempesta
- 2005
  - Margherita Buy - Manuale d'amore
  - Erika Blanc - Cuore sacro
  - Lisa Gastoni - Cuore sacro
  - Giovanna Mezzogiorno - L'amore ritorna
  - Galatea Ranzi - La vita che vorrei
- 2006
  - Angela Finocchiaro - La bestia nel cuore
  - Isabella Ferrari - Arrivederci amore, ciao
  - Marisa Merlini - La seconda notte di nozze
  - Stefania Rocca - La bestia nel cuore
  - Jasmine Trinca - Il caimano
- 2007
  - Ambra Angiolini - Saturno contro
  - Angela Finocchiaro - Mio fratello è figlio unico
  - Michela Cescon - L'aria salata
  - Francesca Neri - La cena per farli conoscere
  - Sabrina Impacciatore - N - Io e Napoleone
- 2008
  - Alba Rohrwacher - Giorni e nuvole
  - Paola Cortellesi - Piano, solo
  - Carolina Crescentini - Parlami d'amore
  - Isabella Ferrari - Caos calmo
  - Valeria Golino - Caos calmo
  - Sabrina Impacciatore - Signorina Effe
- 2009
  - Piera Degli Esposti - Il divo
  - Sabrina Ferilli - Tutta la vita davanti
  - Maria Nazionale - Gomorra
  - Micaela Ramazzotti - Tutta la vita davanti
  - Carla Signoris - Ex

### Anys 2010-2019
- 2010
  - Ilaria Occhini - Mine vaganti
  - Anita Kravos - Alza la testa
  - Alba Rohrwacher - L'uomo che verrà
  - Claudia Pandolfi - La prima cosa bella
  - Elena Sofia Ricci - Mine vaganti
- 2011
  - Valentina Lodovini - Benvenuti al Sud
  - Barbora Bobuľová - La bellezza del somaro
  - Valeria De Franciscis - Gianni e le donne
  - Anna Foglietta - Nessuno mi può giudicare
  - Claudia Potenza - Basilicata coast to coast
- 2012
  - Michela Cescon - Romanzo di una strage
  - Anita Caprioli - Corpo celeste
  - Margherita Buy - Habemus Papam
  - Cristiana Capotondi - La kryptonite nella borsa
  - Barbora Bobuľová - Scialla! (Stai sereno)
- 2013
  - Maya Sansa - Bella addormentata
  - Ambra Angiolini - Viva l'Italia
  - Anna Bonaiuto - Viva la libertà
  - Rosabell Laurenti Sellers - Gli equilibristi
  - Francesca Neri - Una famiglia perfetta
  - Fabrizia Sacchi - Viaggio sola
- 2014
  - Valeria Golino - Il capitale umano
  - Claudia Gerini - Tutta colpa di Freud
  - Paola Minaccioni - Allacciate le cinture
  - Galatea Ranzi - La grande bellezza
  - Milena Vukotic - La sedia della felicità
- 2015
  - Giulia Lazzarini - Mia madre
  - Barbora Bobuľová - Anime nere
  - Micaela Ramazzotti - Il nome del figlio
  - Valeria Golino - Il ragazzo invisibile
  - Anna Foglietta - Noi e la Giulia
- 2016
  - Antonia Truppo - Lo chiamavano Jeeg Robot
  - Piera Degli Esposti - Assolo
  - Elisabetta De Vito - Non essere cattivo
  - Sonia Bergamasco - Quo vado?
  - Claudia Cardinale - Ultima fermata
- 2017
  - Antonia Truppo - Indivisibili
  - Valentina Carnelutti - La pazza gioia
  - Valeria Golino - La vita possibile
  - Michela Cescon - Piuma
  - Roberta Mattei - Veloce come il vento
- 2018
  - Claudia Gerini - Ammore e malavita
  - Sonia Bergamasco - Come un gatto in tangenziale
  - Micaela Ramazzotti - La tenerezza
  - Anna Bonaiuto - Napoli velata
  - Giulia Lazzarini - The Place
- 2019
  - Marina Confalone - Il vizio della speranza
  - Donatella Finocchiaro - Capri-Revolution
  - Nicoletta Braschi - Lazzaro felice
  - Kasia Smutniak - Loro
  - Jasmine Trinca - Sulla mia pelle

### Anni 2020-2029
- 2020
  - Valeria Golino - 5 è il numero perfetto
  - Anna Ferzetti - Domani è un altro giorno
  - Tania Garribba - Il primo re
  - Maria Amato - Il traditore
  - Alida Baldari Calabria - Pinocchio